# Ascidieria longifolia
Ascidieria longifolia là một loài thực vật có hoa trong họ Lan. Loài này được (Hook.f.) Seidenf. mô tả khoa học đầu tiên năm 1984.